# STILL LOVE HER (失われた風景)
「STILL LOVE HER (失われた風景)」 (スティル・ラブ・ハー うしなわれたふうけい) は、TM NETWORKの楽曲。作詞は小室哲哉、作曲は小室哲哉、木根尚登、編曲は小室哲哉。
アニメ『シティーハンター2』の第38話～第63話のエンディング・テーマとして使用された。また、2019年2月8日に公開された『劇場版シティーハンター 〈新宿プライベート・アイズ〉』では挿入歌・エンディングテーマとして使われた。 
アルバム『CAROL 〜A DAY IN A GIRL'S LIFE 1991〜』のCD盤の13曲目（アナログ盤DISC2の6曲目）、シングル『JUST ONE VICTORY (たったひとつの勝利)』の2曲目に収録されている他、宇都宮隆のベストアルバム『THE BEST FILES』にも収録されている。
2018年1月にはダウンロード数がゴールド(10万)を達成している。2015年にavexによりYouTubeで公開されたライブ動画は2020年末時点で200万再生を超えている。

## 解説
小室が作った原型は「A→B→A'」という構成だったが、A'はAを転調させただけだったため、これでは少し味気ないと小室が木根に相談し、サビの後半部分を木根が作曲して共作という形になった（木根尚登のベストアルバム『キネバラ』のライナーノーツより）。
小室哲哉 は「詞はロンドンでの日常生活そのもの。珍しくシンガー・ソングライター的に、自分のことを歌った曲」、「90年代に作った曲を含めても、上位に入ってくる人気曲」、「自分でも好きな曲」と答えている。また、『Keyboard magazine』1989年1月号にて、歌詞について、小室は「フィクションでもありノンフィクションでもあり」と語っている。
2012年5月23日にリリースされた『ORIGINAL SINGLE BACK TRACKS 1984-1999』ではオリジナルカラオケバージョンが収録されているが、このバージョンはアウトロがカットアウトになっている。またリフレインの「La la la…」のコーラスが入っていない純然たるインストゥルメンタルである。2014年12月24日にリリースされた『CAROL DELUXE EDITION』のDISC3のINSTRUMENTAL DISCでは『ORIGINAL SINGLE BACK TRACKS 1984-1999』と異なり、アウトロがフェードアウトになったインストゥルメンタルバージョンとなっている。なお、こちらのバージョンもリフレインの「La la la…」のコーラスは入っていない。

## 録音
この楽曲のレコーディングはロンドンで行われた。トラックダウンの最中にエンジニアのスティーヴ・ナイが、この楽曲の木根によるハーモニカソロが、今回のレコーディング中最高の音だと絶賛した。「GB YEAR BOOK」 '88-89号のインタビューでは、このハーモニカソロを小室は「14小節分の収穫」と語っている。また、このインタビューに対して、木根は「あれだけの『泣き』のハーモニカを吹ける人はいない」という言葉を自信にして、これからもハーモニカを吹きまくろうと答えている。
この曲のピアノは、ロンドンのエアースタジオにあるBöSENDORFERである。小室は自分が弾いたピアノの中でこのピアノが一番好きだと語った。和音を弾くとオーケストラのような響きがし、ハンマーが強いため強く押し込まなくても鳴ってくれるから、ピアノのレッスンをきちんと受けたことがない自分にとって弾きやすいとのことである。収録はテイク1でOKが出た。この曲ではなるべくピアノは音のレベルをそろえて弾いた上で、コンプレッサーをかけている。

## 背景
『シティーハンター2』及び『劇場版シティーハンター 〈新宿プライベート・アイズ〉』のエンディングの映像では新宿の実写映像と本作の登場人物の絵を加工して用いられているが、歌詞の内容は「古いレンガの街並」、「二階建てのバス」と小室が当時レコーディングのため滞在したロンドンの風景を彷彿させるものである。
読売テレビのプロデューサー諏訪道彦が『シティーハンター』のエンディング曲『Get Wild』の評判がよかったので、引き続いてTM NETWORKに主題歌を依頼したが、TM NETWORKのスケジュールの都合上、改めて新曲を用意するのが難しかったため、「(当時の)ニューアルバム『CAROL 〜A DAY IN A GIRL'S LIFE 1991〜』から選んでほしい」とTM NETWORK側から提案があって、諏訪道彦と植田益朗が「冴羽獠の槇村香に対する想いを彷彿とさせる歌詞で、番組最後のエンディングにはもうこれしかない」「少し大人びた世界観とイントロ」「ロンドンの街並みは西新宿のビル街を彷彿とさせる」と、この曲を選ぶことにした。エンディングの実写映像の撮影は1988年11月後半に行った。
曲尺がアニメ放送用のサイズを前提に作られていないため、イントロより歌詞先行で、歌の印象が強く深く残るように工夫したという。アニプレックスの若林豪は「タイアップを想定しない曲を起用するという手法はあの当時としては珍しい」、「タイアップを想定していないのに、世界観は通じるものがある」と述べている。
『劇場版シティーハンター 〈新宿プライベート・アイズ〉』では、この曲をどのように使うか一番悩んだという。総監督こだま兼嗣の意見で、登場人物が自分の過去を語るシーンで、セリフと歌詞がクロスオーバーしてしまうとセリフが耳に入らなくなってしまうからという理由で、他の挿入歌は歌入りだが、この曲だけはインストゥルメンタルにしたという。そして、サンライズのプロデューサー小形尚弘の意見で、劇中はインストゥルメンタルで、エンディングで歌入りのこの曲を『Get Wild』の後に流すことになった。若林豪によると、当時の新宿の実写に、アニメのキャラを乗せるという感性はまさに「シティーハンター」らしさ、「シティーハンター」作品のエンディングとしても極めて重要な曲で『劇場版シティーハンター <新宿プライベート・アイズ>』において、絶対に使うべき曲だと思っていたと述べている。エンディングでこの曲を流すことが決まったのが進行的にギリギリのタイミングだったため、『劇場版シティーハンター <新宿プライベート・アイズ>』で使われている実写映像は2018年の新宿の実写映像を使用しており、2018年3月の制作発表時の特報映像で使用しなかった素材を使用しているという。サンライズがテレビシリーズのエンディングへのオマージュになるような映像に仕上げてくれたのはうれしかったと言っている。結果的に『Get Wild』とこの曲のエンディングテーマの二重構造は好評を得たという。

## 人気の高さ
- 1994年4月22日19時から生放送のBayFMのラジオ番組10th Memorial Nightでのファン投票上位第2位にランクイン。
この人気投票の結果から、5月5日のリハーサルで、5月19日の終了ライブ『TMN 4001 DAYS GROOVE』の2日目に急遽演奏されることとなった。「Get Wild」に次いで「Self Control (方舟に曳かれて)」を押さえてファン投票2位にランキングされたこの曲の人気の高さは、シングル曲が上位を占めるであろうと予想していたTMNメンバーから「意外である」と受け止められた。“君がいなくなったあとも、僕はここでこうして生きていける－ぼくはきっと大丈夫だよ”という気持ちが歌われる歌詞が“終了”をイメージさせているのではないかと小室哲哉は分析していた[13]。

- 2004年に出版されたTM NETWORK DOUBLE-DECADE MEMORIAL BOOK SPECIALの特設サイトで行われた「あなたの一番好きなTM NETWORK（TMNも含む）の曲はなんですか？」の結果では第6位。

- 2004年のベストアルバム「Welcome to the FANKS!」の収録曲を選ぶ投票結果では第4位[14]。

- 2012年発売の木根尚登ソロ20周年企画ベストアルバムの投票結果では第2位[15]。

- 2019年実施のTM NETWORK 35周年 FanksからのTOP100曲カウントダウンSP～Gift from Fanks～で第1位に選ばれた[16]。

上記のとおり、シングル表題曲『JUST ONE VICTORY (たったひとつの勝利)』より人気のある楽曲である（『JUST ONE VICTORY (たったひとつの勝利)』は2019年実施のTM NETWORK 35周年 FanksからのTOP100曲カウントダウンSP～Gift from Fanks～で第44位（オリジナル版）と第58位（リミックス版）にランクインしているが、他の投票にはランクインされていない。なお、2012年の木根尚登ソロ20周年企画ベストアルバムの投票では、『JUST ONE VICTORY (たったひとつの勝利)』は小室単独の作詞・作曲作品であるため、候補にノミネートされていない。）。
しかし、この楽曲は演奏が大変であるという理由で、1994年のTMN「終了」前はあまりライブで演奏されなかった。

## 参加ミュージシャン
- Lead Vocal:Takashi Utsunomiya
- Keyboard, Synthesizer Bass and Acoustic Piano:Tetsuya Komuro
- Acoustic Guitar and Harmonica:Naoto Kine
- Drums:Steve White
- Percussions:Steve Sidelnyk
- Backing Vocal:TM NETWORK and Friends

- Mixed by Steve Nye
- Recorded by Steve Jackson
- Vocal, Harmonica and A.Guitar Recorded by Toshiro Itoh [18]

## カバー・バージョン
- Acid=Stone Valley feat.hideki (2010年) - アルバム『EXIT TRANCE PRESENTS R25 SPEEDアニメトランスBEST』に収録。
- 木根尚登 (2012年) - アルバム『キネバラ』に収録。
- MEG (2011年) - フランス5thシングルとしてリリース。
- Platina Jazz (2015年) - アルバム『Rasmus Faver presents Platina Jazz 〜Anime Standard Vol.5〜』にインスト収録。
- アイドルネッサンス (2016年) - ファースト・アルバム『アワー・ソングス』に収録。
- Platina Jazz feat.Maia Hirasawa (2020年) - ライブアルバム『Live - A Friday Night in Tokyo』に収録。
- 宝塚歌劇団彩風咲奈 (2021年) -『雪組 大劇場「CITY HUNTER」 (ライブ)』に収録。
- くるり (2024年) - トリビュートアルバム『TM NETWORK TRIBUTE ALBUM -40th CELEBRATION-』に収録。
- 森口博子 - カバーアルバム『ANISON COVERS 2』に収録。木根尚登がブルースハープで参加[19]。